# Aeolidioidea
Aeolidioidea Gray, 1827 è una superfamiglia di molluschi nudibranchi del sottordine Cladobranchia.

## Tassonomia
Comprende le seguenti famiglie:
- Aeolidiidae Gray, 1827
- Babakinidae Roller, 1973
- Facelinidae Bergh, 1889
- Flabellinopsidae Korshunova et al., 2017
- Glaucidae Gray, 1827
- Myrrhinidae Bergh, 1905
- Notaeolidiidae Eliot, 1910
- Piseinotecidae Edmunds, 1970
- Pleurolidiidae Burn, 1966